# Ana Maria Poppovic
Ana Maria Belotti Poppovic (Rosário, 22 de março de 1928 — São Paulo, 30 de junho de 1983) foi uma psicóloga e pedagoga argentina, de ascendência italiana e espanhola, naturalizada brasileira.

## História
Ana Maria imigrou para o Brasil aos seis anos de idade. Naturalizou-se brasileira ao completar a maioridade, e constituiu sua vida em São Paulo.
Formou-se em pedagogia pela Faculdade de Filosofia Sedes Sapientiae, em 1950, tendo terminado seu mestrado em psicopedagogia em 1953. Neste mesmo ano organizou e fundou a Sociedade Pestalozzi de São Paulo, objetivando o atendimento a crianças com deficiência.
De 1954 a 1957 trabalhou como psicopedagoga no Abrigo Social de menores com crianças abandonadas. Obteve o título de doutorado em Psicopedagogia Clínica, pela Faculdade de Filosofia Sedes Sapientiae, em 1957, ano em que publicou seus dois primeiros artigos.
Em 1958, Poppovic foi convidada por Enzo Azzi, diretor do Instituto de Psicologia da Pontifícia Universidade Católica de São Paulo (IPPUC-SP), a empreender o projeto de instauração da Clínica Psicopedagógica desse Instituto, e assumiu sua direção.
Em 1959 a clínica foi inaugurada. Tornou-se uma referência devido ao seu pioneirismo em atendimento aberto ao público. Diferencia-se também por ter sido o primeiro centro especializado no diagnóstico e tratamento da disfunção cerebral mínima (DCM).
De 1960 a 1965 estudou Psicologia na PUC-SP, tendo concluído seu mestrado em psicanálise em 1968 e seu doutorado em Psicologia Clínica em 1973, incorporando as atividades de psicologia a clínica de psicopedagogia.
Em 1962 ocorreu a regulamentação da profissão de psicólogo pela Lei 4.119/62 e com o Parecer 403/62 define-se o currículo mínimo para cursos dessa área. A Faculdade São Bento elaborou seu curso de Psicologia em 1970, contando com a participação de Poppovic em sua organização.
Na mesma época assumiu a diretoria do Departamento de Psicologia Aplicada à Educação do IPPUC-SP, permanecendo na função até 1971, quando se desvinculou da Universidade. Nessa ocasião eram desenvolvidas pelas subseções do departamento da universidade: Provas objetivas, medidas escolares, orientação psicopedagógica, pedagogia terapêutica, ginástica terapêutica e terapia ocupacional.
Após sair da PUC a psicóloga e pedagoga tornou-se pesquisadora sênior da Fundação Carlos Chagas.
Ana Maria Poppovic morreu em 1983 quando um automóvel que trafegava em alta velocidade na região do Sumaré, na capital paulista chocou-se violentamente com o veículo que conduzia, acidente que teve também como vítima fatal a menina Fernanda Ferreira de Paula Assis, que transitava pelo mesmo local.

## Vida Pessoal
Foi casada por 37 anos com o sociólogo Pedro Paulo Poppovic, com quem dois filhos Sílvia Poppovic e André Poppovic.

## Artigos publicados
- Programa Alfa: um currículo de orientação cognitiva para as primeiras séries do 1º grau, inclusive crianças culturalmente marginalizadas visando ao processo ensino-aprendizagem. Cadernos de Pesquisa n. 21, jun. 1977, p. 41-46.

## Homenagens à Ana Maria Poppovic
- Clínica Psicológica "Ana Maria Poppovic", mantida pela Pontifícia Universidade Católica de São Paulo, direcionada aos temas da psicologia;
- Biblioteca "Ana Maria Poppovic", mantida pela Fundação Carlos Chagas direcionada aos temas da pedagogia.
- EMEI "Ana Maria Poppovic", mantida pela prefeitura de São Paulo.
- Praça Ana Maria Poppovic, local público localizado no bairro do Sumaré.
- E.E Ana Maria Poppovic, mantida pelo governo do estado de São Paulo.